# San Diego Open 1971 - Doppio
Il doppio del torneo di tennis San Diego Open 1971, facente parte del Virginia Slims Circuit 1971, ha avuto come vincitrici Rosie Casals e Billie Jean King che hanno battuto in finale Judy Tegart Dalton e Françoise Dürr con il punteggio di 6–7, 6–2, 6–3.

## Tabellone

### Legenda
| - Q = Qualificato - WC = Wild card - LL = Lucky loser | - ALT = Alternate - SE = Special Exempt - PR = Protected Ranking | - w/o = Walkover - r = Ritirato - d = Squalificato |

|  | Quarti di finale                | Quarti di finale                | Quarti di finale                | Quarti di finale              | Quarti di finale |  |  | Semifinali                     | Semifinali                     | Semifinali                     | Semifinali                     | Semifinali |   |   | Finale                        | Finale                        | Finale | Finale | Finale |  |
|  |                                 |                                 |                                 |                               |                  |  |  |                                |                                |                                |                                |            |   |   |                               |                               |        |        |        |  |
|  | Rosie Casals Billie Jean King   | Rosie Casals Billie Jean King   | Rosie Casals Billie Jean King   | Rosie Casals Billie Jean King | w/o              |  |  |                                |                                |                                |                                |            |   |   |                               |                               |        |        |        |  |
|  | Wendy Gilchrist Kristy Pigeon   | Wendy Gilchrist Kristy Pigeon   | Wendy Gilchrist Kristy Pigeon   | Wendy Gilchrist Kristy Pigeon |                  |  |  | Rosie Casals Billie Jean King  | Rosie Casals Billie Jean King  | Rosie Casals Billie Jean King  | 7                              | 6          |   |   |                               |                               |        |        |        |  |
|  | Julie Heldman Val Ziegenfuss    | Julie Heldman Val Ziegenfuss    | Julie Heldman Val Ziegenfuss    | 7                             | 6                |  |  | Julie Heldman Val Ziegenfuss   | Julie Heldman Val Ziegenfuss   | Julie Heldman Val Ziegenfuss   | 5                              | 1          |   |   |                               |                               |        |        |        |  |
|  | Tory Fretz Janet Newberry       | Tory Fretz Janet Newberry       | Tory Fretz Janet Newberry       | 6                             | 4                |  |  |                                |                                |                                |                                |            |   |   | Rosie Casals Billie Jean King | Rosie Casals Billie Jean King | 6      | 6      | 6      |  |
|  | Karen Krantzcke Kerry Melville  | Karen Krantzcke Kerry Melville  | Karen Krantzcke Kerry Melville  | 6                             | 6                |  |  |                                |                                | J Tegart Dalton Françoise Dürr | J Tegart Dalton Françoise Dürr | 7          | 2 | 3 |                               |                               |        |        |        |  |
|  | Esme Emanuel Ceci Martinez      | Esme Emanuel Ceci Martinez      | Esme Emanuel Ceci Martinez      | 3                             | 2                |  |  | Karen Krantzcke Kerry Melville | Karen Krantzcke Kerry Melville | 3                              | 7                              | 3          |   |   |                               |                               |        |        |        |  |
|  | J Tegart Dalton Françoise Dürr  | J Tegart Dalton Françoise Dürr  | J Tegart Dalton Françoise Dürr  | 6                             | 6                |  |  | J Tegart Dalton Françoise Dürr | J Tegart Dalton Françoise Dürr | 6                              | 5                              | 6          |   |   |                               |                               |        |        |        |  |
|  | Kristien Kemmer Patty Ann Reese | Kristien Kemmer Patty Ann Reese | Kristien Kemmer Patty Ann Reese | 0                             | 1                |  |  |                                |                                |                                |                                |            |   |   |                               |                               |        |        |        |  |